# Делбартон (Західна Вірджинія)
Делбартон (англ. Delbarton) — місто (англ. town) в США, в окрузі Мінґо штату Західна Вірджинія. Населення — 422 особи (2020).

## Географія
Делбартон розташований за координатами 37°42′19″ пн. ш. 82°11′9″ зх. д. / 37.70528° пн. ш. 82.18583° зх. д. (37.705220, -82.185891).  За даними Бюро перепису населення США в 2010 році місто мало площу 5,20 км², уся площа — суходіл.

## Демографія
Згідно з переписом 2010 року, у місті мешкало 579 осіб у 260 домогосподарствах у складі 150 родин. Густота населення становила 111 особа/км².  Було 326 помешкань (63/км²).
Расовий склад населення:
| - 96,4 % — білих - 0,7 % — чорних або афроамериканців - 0,2 % — корінних американців - 0,2 % — азіатів |

До двох чи більше рас належало 2,6 %. Частка іспаномовних становила 0,0 % від усіх жителів.
За віковим діапазоном населення розподілялося таким чином: 22,1 % — особи молодші 18 років, 66,3 % — особи у віці 18—64 років, 11,6 % — особи у віці 65 років та старші. Медіана віку мешканця становила 39,3 року. На 100 осіб жіночої статі у місті припадало 117,7 чоловіків;  на 100 жінок у віці від 18 років та старших — 111,7 чоловіків також старших 18 років.
Середній дохід на одне домашнє господарство  становив 46 170 доларів США (медіана — 30 833), а середній дохід на одну сім'ю — 56 156 доларів (медіана — 45 313). За межею бідності перебувало 32,5 % осіб, у тому числі 42,8 % дітей у віці до 18 років та 0,0 % осіб у віці 65 років та старших.
Цивільне працевлаштоване населення становило 167 осіб. Основні галузі зайнятості: освіта, охорона здоров'я та соціальна допомога — 25,7 %, сільське господарство, лісництво, риболовля — 18,6 %, публічна адміністрація — 13,8 %, мистецтво, розваги та відпочинок — 9,6 %.